# Гюней
Гюне́й (тур. Güney — «юг») — город и район в провинции Денизли (Турция). На востоке район граничит с районом Чал, на юге — с центральным районом ила Денизли, на юго-западе — с районом Аккёй, на западе — с районом Булдан, на севере — с илом Ушак. Район Гюней был выделен из района Чал в 1948 году. Здесь находятся истоки реки Большой Мендерес.